# Cesare Burali-Forti

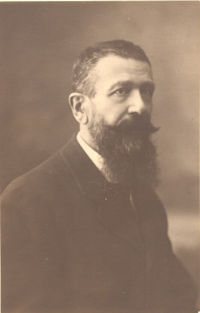
Cesare Burali-Forti

Cesare Burali-Forti (ur. 13 sierpnia 1861 w Arezzo, zm. 21 stycznia 1931 w Turynie) – włoski matematyk, w latach 1894–1896 asystent Giuseppe Peana. Jego największym odkryciem było twierdzenie, zwane dziś paradoksem Buralego-Fortiego, które mówi, że liczby porządkowe nie tworzą zbioru. Zajmował się również geometrią rzutową i różniczkową.

## Książki autorstwa Buralego-Fortiego
- Analyse vectorielle générale: Applications à la mécanique et à la physique. wspólnie z R. Marcolongo (Mattéi & co., Pavia, 1913)
- Corso di geometria analitico-proiettiva per gli allievi della R. Accademia Militare (G. B. Petrini di G. Gallizio, Torino, 1912)
- Geometria descrittiva (S. Lattes & c., Torino, 1921)
- Introduction à la géométrie différentielle, suivant la méthode de H. Grassmann (Gauthier-Villars,1897)
- Lezioni Di Geometria Metrico-Proiettiva (Fratelli Bocca, Torino, 1904)
- Meccanica razionale wspólnie z Tommaso Boggio (S. Lattes & c.,Torino, 1921)